# Kotelet
En kotelet (fransk: côtelette) er en få cm tyk skive kød, der udskæres af kammen. 
Den kan forblive på ribbenet (med skaft).  De mest almindelige er svinekoteletter, kalvekoteletter, oksekoteletter og lammekoteletter. Midterstykket af laks i skiver kaldes laksekoteletter. 
Svinenakken anvendes også til koteletter. De mangler naturligvis ribben, men kaldes nakkekoteletter.
- Svinekoteletter
- Lammekoteletter med nye kartofler og grønne bønner
- Traditionelt grillet (braai) svinekoteletter og pølser i Sydafrika